# 물방개
물방개 또는 선두리(영어: Diving beetle, 학명: Cybister chinensis, 문화어: 기름도치)는 대한민국에 서식하는 물방개과의 곤충 중 가장 큰 종이다. 한자어로는 용슬(龍蝨) 또는 지별충(地鱉蟲)이라고 한다. 《표준어 규정》 제3장 제3절 제23항에 따라 '물방개'와 '선두리'는 복수 표준어다.  옛말로는 쌀방개라고도 한다.
물가에서 서식하는 진수서군곤충으로, 배의 제1-3배마디 복판이 서로 붙었고, 뒷다리 밑마디는 제1배마디와 유합하여 움직일 수 없으며, 몸길이는 약 3.5~4.5cm이다. 등딱지는 흑록색 내지 청록색이며 금색 옆줄이 있고 수컷은 광택이 있는 반면 암컷은 거칠다. 턱판과 더듬이 등 여타 신체 구조는 황갈색을 띤다. 호흡을 위해 꽁무니의 구멍을 물 밖에 내밀고 산소를 얻거나 물에 있는 산소를 얻는다. 공기 방울을 딱지날개와 등판 사이에 있는 공간 속에 저장할 수도 있다. 다리에는 털이 있으며 특히 뒷다리에 많아 뒷다리로 물 속에서 헤엄치거나 자맥질할 추진력을 얻는다. 붙들려 있으려는 습성이 있어 그물에 딸려 붙기도 하며 서로 엉겨붙어서 헤엄을 치기도 한다. 유충시기 먹이는 장구벌레, 송사리, 올챙이 등이다. 성충은 육식성으로, 살아있는 것, 죽은 것 가리지 않고 모두 잡아먹는다. 천적은 새와 두꺼비 등이며 위험을 느끼면 도망치기 위해 머리 뒤쪽에서 악취를 띤 물질을 분비해 달아나기도 한다.

## 특징
물방개의 어른벌레는 씹는 턱(저작형 구기)을 가지고 있지만, 물방개의 애벌레는 수서노린재 종류들과 비슷하며 성체처럼 먹이를 씹어먹지 않고 체액을 흡즙한다. 3령단계의 유충은 몸길이가 9~10cm이며 유충의 먹이는 송사리, 올챙이, 장구벌레 등의 수서곤충 등이다. 성충의 천적은 두꺼비 등이 있다.

## 대한민국
2009년 6월 16일에 환경부 대한민국의 멸종위기 및 보호 야생 동·식물 신규지정 후보종으로 등록되었고, 2017년 환경부에 의해 멸종위기 야생생물 Ⅱ급으로 지정되었다.
그러므로 현재 멸종위기 동물이 되었다.

## 생태구별방법
암컷= 앞다리에 빨판이 없다.
수컷= 앞다리에 빨판이 있다.
유충 종류 구별법
물방개(유충)= 턱 모양이 원 모양이다.
검정물방개(유충)= 턱 모양이 역사다리꼴 모양이다.
동쪽애물방개(유충)= 검정물방개 유충과 유사하나 색상차이가 있다.

## 인간과 물방개의 관계
애완동물로도 인기가 있지만 현재는 환경부 허가를 받고 판매할 수 있다. 식용으로 구워먹기도 하고, 물방개 경주를 시키며 놀기도 했다. 옛 선조들에게는 '쌀방개', '참방개'라 불리었다. 그늘진 곳으로 모이는 성질이 있어, 이러한 물방개의 습성을 이용해 두 공간 사이의 빛을 다르게 쬠으로써 경주를 유도할 수 있다.